# Aaron Ramsey
Aaron Ramsey (Caerphilly, 1990. december 26. –) walesi labdarúgó, a Pumas középpályása.

## Arsenal
2008. június 10-én, miután találkozott az Arsenal, a Manchester United és az Everton ügynökeivel is, úgy döntött, hogy az Arsenalhoz csatlakozik, akik 4,8 millió fontot fizettek a labdarúgóért a Cardiff Citynek. Az átigazolás 2008. június 13-án vált hivatalossá. Arsène Wenger, az Arsenal vezetőedzője a következőképp nyilatkozott Ramseyről: „egy jó felépítésű, technikás játékos”.
Ramsey augusztus 13-án debütált az Arsenalban a Bajnokok ligája harmadik selejtező körében az Twente ellen, majd egy hónap múlva, szeptember 13-án, a bajnokságban is a Blackburn Rovers ellen, kiosztva egy gólpasszt Emmanuel Adebayornak, ezzel megszerezve az Arsenal negyedik, Adebayor harmadik gólját a mérkőzésen.
Szeptember 23-án 90 percet játszott a Carling kupa harmadik fordulójában a Sheffield United ellen, ahol további két gólpasszt adott Nicklas Bendtnernek és Carlos Velának, amivel 6–0-ra nyert az Arsenal.
Első gólját a Fenerbahçe elleni 5–2-es győzelem során lőtte a Bajnokok ligája csoportkörében, egy távoli lövést megeresztve, amely előbb a kapufán csattant, majd gól lett. Ezzel az ötödik legfiatalabb góllövővé vált a Bajnokok Ligája történetében, és a második, aki 1990-es születésűként gólt lőtt a BL-ben.
2010. február 27-én az Arsenal a Stoke City ellen játszott a Britannia Stadionban. A 67. percben Ramsey ütközött a Stoke kapitányával, Ryan Shawcross-szal és dupla nyílt csonttörést szenvedett az alsó jobb lábánál. A szabálytalanságot követően a védő piros lapot kapott. Ramseyt kórházba vitték, ahol megerősítették a sípcsontját és a szárkapocscsontját. Ez után Ramsey 6-8 hónapig nem futballozhatott. A meccsen az Arsenal nyert 1-3-ra. 2010 novemberétől 2011 januárjáig a Nottingham Forestben futballozott kölcsönben, hogy visszanyerhesse a formáját. Tavasszal nevelőklubja, a Cardiff City kölcsönözte ki.
A következő szezonban 7 bajnoki jutott neki, a Manchester United elleni FA-kupa meccsen tért vissza. Sérülése után először a West Bromwich elleni márciusi meccsen kezdhetett újra. A 2011-12-es, 12-13-as szezonban Ramsey egyre több játéklehetőséget kapott Wengertől. Azonban nem tudott jó teljesítménnyel előrukkolni, amiben Shawcross belépője és a számára szokatlan szélen való játék is közrejátszott. A 2013-14-es szezonban azonban mindenkit meglepett kirobbanóan jó játékával. A Fenerbahçe elleni két BL play-off mérkőzésen összesen 3 gólt szerzett, az elkövetkező néhány meccsen pedig több gólpasszt is jegyzett. A szezonbeli 4. találatát a Stoke ellen szerezte meg, a 3-1-es mérkőzésen Ramsey lőtte a londoniak első gólját. A Swansea ellen betalált és gólpasszt is jegyzett, illetve a Napoli ellen Mesut Özilt szolgálta ki egy kitűnő gólpasszal. Ramsey kirobbanó formájának meg lett a gyümölcse: az Arsenal vezette a bajnokságot, és Aaron lett szeptember játékosa a Premier League-ben. Októberben sem lett gyengébb a teljesítménye, Mesut Özil és az ő jó formája repítette az Arsenalt, és a szezon ágyús szempontból egyik legjobb meccsén, a Norwich elleni hazai mérkőzésen is betalált. A november is jól alakult számára, a Liverpool, a West Ham United, a Borussia Dortmund, és a Cardiff City ellen is beköszönt, volt klubja ellen ráadásul kettőt szerzett. December 26-án azonban megsérült a West Ham elleni idegenbeli meccsen, 3 hónapig kellett a lelátóról figyelnie a társakat. A walesi középpályás augusztus és november között zsinórban négyszer lett az Arsenalnál a hónap játékosa. Április 6-án, az Everton elleni 3-0-s vereség alkalmával tért vissza. A kezdőben szerepelt a Wigan Athletic elleni FA-kupa elődöntőn. Következő góljára a Hull City elleni április 20-ai meccsig kellett várni, azonban itt rögtön kettővel vette ki a részét a 0-3-as sikerből. Ramsey bekerült a Premier League Év fiatal játékosa-díj 6 jelöltje közé. A szezonzárón fantasztikus kapáslövéssel vette be a Norwich City kapuját. A szezon megkoronázásaként Aaron az FA-kupa döntőn a 109. percben győztes gólt szerzett a Hull ellen, az ágyúsok hamar hátrányba kerültek Curtis Davies és James Chester góljával hamar 2 gólos hátrányba kerültek, de Santi Cazorla csodálatos szabadrúgásával a félidőben 2-1 volt az állás. A második félidőben Laurent Koscielny gyötörte be az egyenlítő gólt, a hosszabbításban, a szezon játékosa, a szurkolók újdonsült kedvence, Aaron Ramsey megnyerte a trófeát az Arsenalnak. Az FA-kupa győzelem a Community Shielden való részvétellel járt, ahol az Arsenal ellenfele a bajnok Manchester City volt. Ramsey betalált, és mivel rajta kívül Santi Cazorla és Olivier Giroud is beköszönt, az Arsenal 3-0-s fölényes sikert aratva már második trófeáját szerezte 4 hónapon belül.
Az Emirates kupán és a Community Shield döntőn nyújtót jó játéka miatt borítékolható volt, hogy a 2014-15-ös szezonban is húzóembere lesz az Ágyúsoknak. A Crystal Palace elleni nyitányon a csapat Brede Hangeland fejesével hátrányba került, de Laurent Koscielny még az első félidőben egyenlített. A 90. percben azonban jött Ramsey, és közelről begyömöszölte az észak-londoniaknak a győzelmet jelentő gólt. A bajnokságban 4. hely BL play-offot ért, amit a Beşiktaş ellen kellett megvívniuk. A 0-0-s első mérkőzésen Ramseyt Kuipers játékvezető második sárga lappal kiállította.
2022. január 31-én a szezon végéig kölcsönbe került a skót Rangers csapatához. Augusztus 1-jén a francia Nice ingyen szerződtette. Augusztus 7-én góllal mutatkozott be a Toulouse csapata ellen 1–1-re végződő bajnoki találkozón. 2023. július 15-én közös megegyezéssel felbontotta szerződését a klubbal. Ugyanezen a napon kétévre aláírt korábbi klubjához a Cardiff City-hez.
2025 júliusában ingyen igazolt a mexikói Pumas csapatához..

## Nemzetközi szereplés
Ramsey 11-szer szerepelt a walesi U21-es csapatban, 2007–2008-ban. 2008. november 19-én debütált a felnőttek nagy csapatában, egy barátságos mérkőzésen Dánia ellen.

## Magánélet
Mielőtt a futball mellett döntött volna, Ramsey megrögzött rögbijátékos volt. Diákként a Caerphilly R. FC fiatal csapatában játszott. Szüleivel (Marlene és Kevin) és testvérével (Josh) élt, amíg Londonba nem költözött.

## Statisztika

### Klub
2023. május 6-i statisztika alapján.
| Klub                        | Szezon   | Bajnokság | Bajnokság | Kupa  | Kupa | Ligakupa | Ligakupa | Nemzetközi | Nemzetközi | Egyéb | Egyéb | Összes | Összes |
| Klub                        | Szezon   | Mérk.     | G.        | Mérk. | G.   | Mérk.    | G.       | Mérk.      | G.         | Mérk. | G.    | Mérk.  | G.     |
| --------------------------- | -------- | --------- | --------- | ----- | ---- | -------- | -------- | ---------- | ---------- | ----- | ----- | ------ | ------ |
| Cardiff City                | 2006–07  | 1         | 0         | 0     | 0    | 0        | 0        | —          | —          | —     | —     | 1      | 0      |
| Cardiff City                | 2007–08  | 15        | 1         | 5     | 1    | 1        | 0        | —          | —          | —     | —     | 21     | 2      |
| Cardiff City                | Összesen | 16        | 1         | 5     | 1    | 1        | 0        | 0          | 0          | 0     | 0     | 22     | 2      |
| Arsenal                     | 2008–09  | 9         | 0         | 4     | 0    | 3        | 0        | 6          | 1          | —     | —     | 22     | 1      |
| Arsenal                     | 2009–10  | 18        | 3         | 2     | 1    | 3        | 0        | 6          | 0          | —     | —     | 29     | 4      |
| Arsenal                     | 2010–11  | 7         | 1         | 1     | 0    | 0        | 0        | 0          | 1          | —     | —     | 8      | 1      |
| Arsenal                     | 2011–12  | 34        | 2         | 3     | 0    | 0        | 0        | 7          | 1          | —     | —     | 44     | 3      |
| Arsenal                     | 2012–13  | 36        | 1         | 3     | 0    | 1        | 0        | 7          | 1          | —     | —     | 47     | 2      |
| Arsenal                     | 2013–14  | 23        | 10        | 2     | 1    | 1        | 0        | 8          | 5          | —     | —     | 34     | 16     |
| Arsenal                     | 2014–15  | 29        | 6         | 4     | 0    | 0        | 0        | 7          | 3          | 1     | 1     | 41     | 10     |
| Arsenal                     | 2015–16  | 31        | 5         | 2     | 1    | 1        | 0        | 5          | 0          | 1     | 0     | 40     | 6      |
| Arsenal                     | 2016–17  | 23        | 1         | 4     | 3    | 1        | 0        | 4          | 0          | —     | —     | 32     | 4      |
| Arsenal                     | 2017–18  | 24        | 7         | 0     | 0    | 2        | 0        | 6          | 4          | 0     | 0     | 32     | 11     |
| Arsenal                     | 2018–19  | 28        | 4         | 2     | 0    | 3        | 0        | 7          | 2          | —     | —     | 40     | 6      |
| Arsenal                     | Összesen | 262       | 40        | 27    | 6    | 15       | 0        | 63         | 17         | 2     | 1     | 369    | 64     |
| Cardiff City (kölcsön)      | 2010–11  | 5         | 0         | —     | —    | —        | —        | —          | —          | —     | —     | 5      | 0      |
| Cardiff City (kölcsön)      | Összesen | 5         | 0         | 5     | 0    | 0        | 0        | 0          | 0          | 0     | 0     | 5      | 0      |
| Nottingham Forest (kölcsön) | 2010–11  | 6         | 0         | —     | —    | —        | —        | —          | —          | —     | —     | 6      | 0      |
| Nottingham Forest (kölcsön) | Összesen | 6         | 0         | 0     | 0    | 0        | 0        | 0          | 0          | 0     | 0     | 6      | 0      |
| Juventus                    | 2019–20  | 24        | 3         | 4     | 0    | —        | —        | 6          | 1          | 1     | 0     | 35     | 4      |
| Juventus                    | 2020–21  | 22        | 2         | 1     | 0    | —        | —        | 7          | 0          | 0     | 0     | 30     | 2      |
| Juventus                    | 2021–22  | 3         | 0         | 0     | 0    | —        | —        | 2          | 0          | 0     | 0     | 5      | 0      |
| Juventus                    | Összesen | 49        | 5         | 5     | 0    | 0        | 0        | 15         | 1          | 1     | 0     | 70     | 6      |
| Rangers (kölcsön)           | 2021–22  | 7         | 2         | 3     | 0    | —        | —        | 3          | 0          | —     | —     | 13     | 2      |
| Rangers (kölcsön)           | Összesen | 7         | 2         | 3     | 0    | 0        | 0        | 3          | 0          | 0     | 0     | 13     | 2      |
| Nice                        | 2022–23  | 27        | 1         | 0     | 0    | —        | —        | 7          | 0          | —     | —     | 34     | 1      |
| Nice                        | Összesen | 27        | 1         | 0     | 0    | 0        | 0        | 7          | 0          | 0     | 0     | 34     | 1      |
| Cardiff City                | 2023–24  | 0         | 0         | 0     | 0    | 0        | 0        | —          | —          | —     | —     | 0      | 0      |
| Cardiff City                | Összesen | 0         | 0         | 0     | 0    | 0        | 0        | 0          | 0          | 0     | 0     | 0      | 0      |
| Összesen                    | Összesen | 372       | 50        | 40    | 7    | 16       | 0        | 88         | 18         | 3     | 1     | 519    | 76     |

## Eredmények
Cardiff City
- második helyezett
  - FA-kupa – 2007–08

Arsenal
- győztes
  - Amsterdam torna – 2008
  - Emirates-kupa – 2009
  - FA-kupa – 2013–14, 2014–15, 2016–17
  - FA Community Shield – 2014, 2015
- döntős 
  - EFL kupa – döntős – 2018
  - Európa-liga – döntős – 2019

Juventus
- - Serie A – 2019–20
  - Olasz kupa – 2020–21
  - Olasz szuperkupa – 2020

Egyéni
- Az év walesi fiatal játékosa: 2009, 2010
- Premier League – A hónap játékosa: 2013
- Arsenal – A szezon játékosa: 2013–14, 2017–18
- London – Az év játékosa: 2014
- Európa-bajnokság – legtöbb gólpassz: 2016 (4)
- Európa-bajnokság – A torna csapata: 2016
- Premier League – A hónap gólja: 2018 október

## Fordítás
- Ez a szócikk részben vagy egészben  az   Aaron Ramsey című angol Wikipédia-szócikk fordításán alapul.  Az eredeti cikk szerkesztőit annak laptörténete sorolja fel. Ez a jelzés csupán a megfogalmazás eredetét és a szerzői jogokat jelzi, nem szolgál a cikkben szereplő információk forrásmegjelöléseként.